# 松平光長
松平 光長（まつだいら みつなが）は、江戸時代前期の大名。越後高田藩主。結城秀康の孫。徳川家康の曾孫、徳川秀忠の外孫に当たる。

## 生涯

### 高田立藩まで
元和元年（1615年）、北荘藩主松平忠直の嫡男として越前北荘（福井）城にて誕生した。母は将軍徳川秀忠の娘勝姫。元和7年（1621年）、江戸へ赴き、外祖父である将軍秀忠に初御目見した。以後の数年を江戸屋敷にて養育される。父忠直は秀忠と仲が悪く、粗暴な一面もあったなどとされるが、元和9年（1623年）2月に幕府により豊後国に配流とされた。当主不在となった北荘藩から重臣笹治大膳が江戸に派遣され、当時江戸に住んでいた仙千代（光長）を3月に越前に迎え入れた。
当初、幕府からは島田重次・高木正次らが派遣され、光長の相続の許可に対する内示があったが、その後なんらかの方針転換があったのか、7月、幕府から秋元泰朝・近藤秀用・曽根吉次・阿倍正之等が派遣され、越前の冬の気候の厳しさを理由に、仙千代ら母子は江戸に帰されることになった。翌年4月、江戸城に越前松平家一門を集めた場にて、幕府の指示により、叔父である高田藩主松平忠昌（福井松平家の祖）を忠直の後の北荘藩主とすることが申し渡された。忠昌は兄や仙千代の行く末を思いやって当初これを拒んだが、幕府から仙千代には別に配慮がなされるとの約束を取り付け、引き受けたという話が伝わる
。
幕命により、秀康以来の筆頭家老である本多富正（幕府からの御附家老）および富正の選抜による百余名の家臣は福井藩の付属とされ、残りの家臣らと仙千代には忠昌の移動により空いた越後高田に26万石が与えられ、仙千代を藩主とする高田藩が立藩した。
福井藩の出来事に関する諸文献を収録した『国事叢記』に拠れば、「忠昌は北荘入部に際し、松平忠直旧臣に対して越後への同行、北荘への出仕、他家への退転は自由にさせ、約500名の家臣の内の105名が忠昌に出仕し、大部分の家臣は光長に随って高田藩臣となった。また、老臣（重臣）のうち本多成重は大名になり、小栗重勝・岡島壱岐守・本多七左衛門は光長に同行し、大名とする幕命を断った本多富正のみ忠昌に出仕した。」となり、幕府と富正に選ばれなかった残りの家臣が、光長の高田立藩時にその家臣となったと推測される。

### 高田藩政

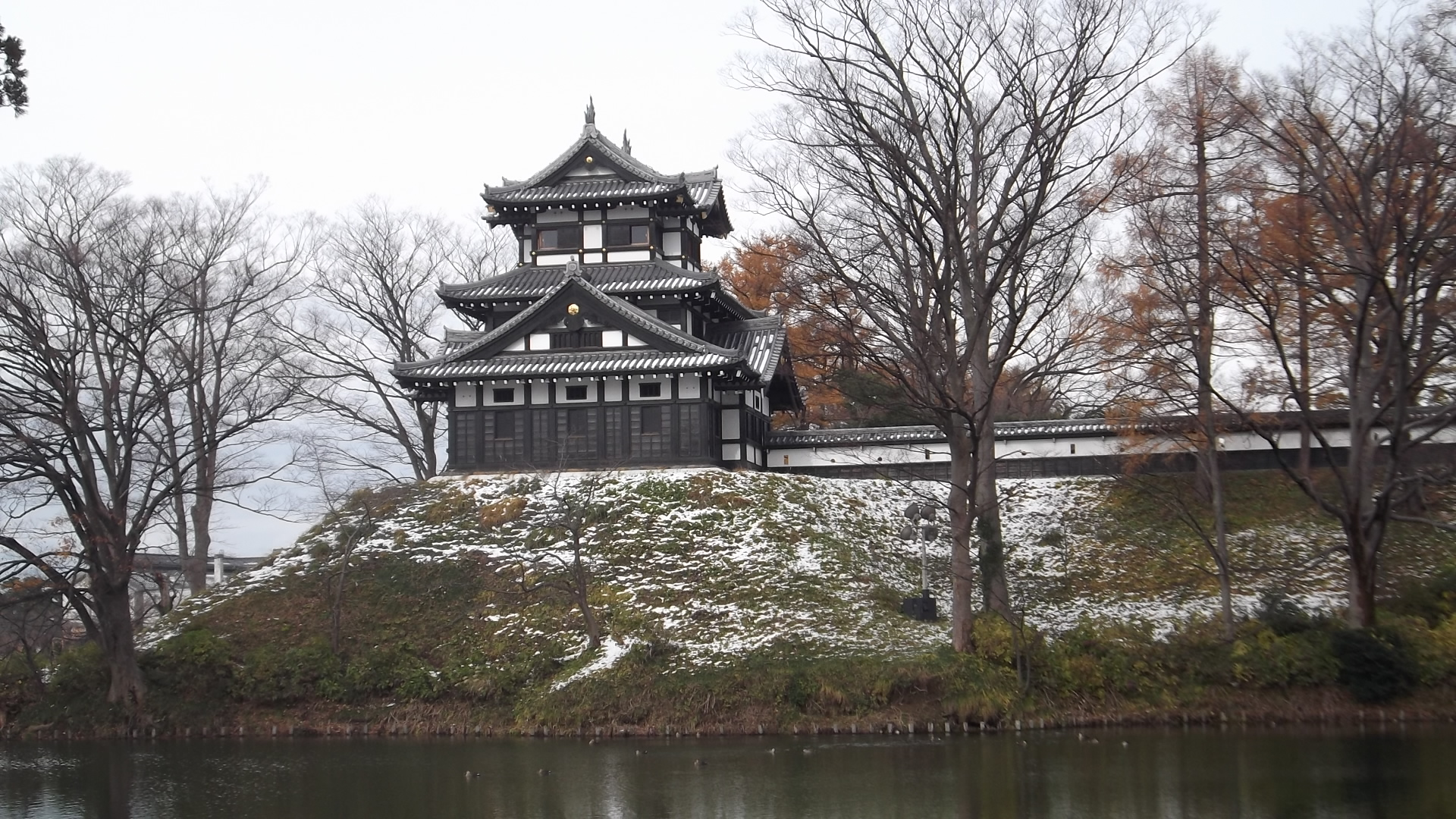
越後高田城三重櫓（新潟県上越市）

寛文5年12月（1666年2月）、領内を地震が襲い（越後高田地震）、田畑や町が荒廃した。豪雪の時期だったこともあり、藩内の建物が多く倒壊し、高田城にも被害が出た。またこの地震により、筆頭家老小栗正重や次席家老荻田長磐らの家臣150人（120人とも）余が、倒壊した建物により圧死した。これにより藩内の人材が多く失われたと推測される。同日深夜には城下で火災が発生した。藩領内での死者は史料により、600人とも1500人ともされる。藩は幕府から金五万両を借り、復興に努めた。
旱魃に備えて中江用水が整備された。元々あったおよべ川用水を拡張する形で延宝2年（1674年）から始め、延宝6年（1678年）に完成した。これにより高田藩は、表高26万石だが実高は40万石弱とも言われる米生産量となったとされる説がある。
また、大老酒井忠清と親しかったらしく、忠清は徳川家綱死去後の後継将軍に皇族（幸仁親王）を迎えて将軍を擁立しようとしたとされるが、この際に光長も忠清に賛同したとされる。

### 福井藩への介入
母勝姫の強い要望により、光長の娘の国姫を福井藩主松平光通に嫁がせるための工作が行われた。婚約は成立したものの、高田藩の福井藩に対する過剰な干渉を危険視した幕府や、福井藩内からの防御的圧力があり、実際の婚姻は遅れた。勝姫は姉千姫に依頼し、4代将軍家綱の代に至ったところで「3代将軍家光が決めた婚姻であり、つまりは家光の遺命である」として幕府に対して圧力をかけ、寛文5年（1655年）にようやく正式に結婚が成立した。この時既に両名19歳であり、当時の大藩の藩主の正妻の婚姻としてはかなり遅めであった。
夫婦仲は悪くなかったが、夫婦の間に男子は生まれなかった。光通には妾腹の子権蔵（のちの松平直堅）がいたが、勝姫らは光通に圧力をかけ、「国姫からの出生ではない男子には相続させない」とする起請文を書かせた。この光長らによる圧力のため、光通と国姫の仲も急速に悪化し、さらに35歳になった国姫は寛文11年（1671年）、もはや男児を望めないことを苦とし、勝姫や光長の期待に添えないことを侘びて自殺した。己らの圧力が招いた悲劇であるにもかかわらず、この自殺の原因は件の権蔵にあるとして、勝姫と光長はこの権蔵の命を狙ったと伝えられる。この権蔵は福井藩を出奔した。しかしさらに圧力を受けた光通は幕府に対し、公的な子ではないと届を出さねばならなくなった。光通は延宝2年（1674年）3月24日、庶弟である松平昌親に家督を譲るようにとの遺書を残して自殺した。これらは全て光長ら母子の仕業であり、幕府の印象の悪化を招いたと推測される。

### 越後騒動
延宝2年（1674年）1月30日、嫡子綱賢が死去した。綱賢は無嗣であり、光長も他に男子がいなかったため急ぎ世嗣を決めねばならなくなった。重臣たちの評議の結果、御連枝永見長頼の子万徳丸を世継ぎとすることが決まった。万徳丸は元服して4代将軍家綱から偏諱をいただき松平綱国と名乗り、三河守に任官した。ところが、この縁組の過程を巡って筆頭家老小栗正矩ら逆意方と御連枝永見長良ら御為方による対立が激化し、いわゆる越後騒動に発展した。長期に渡り藩内に混乱をもたらしたが、一旦は幕府により裁断が下され、落着となった。
裁決の翌年（1680年）、4代将軍徳川家綱が死去し5代将軍徳川綱吉となった。綱吉は越後騒動に対し異例の再審議を、これもまた異例の将軍直裁にて行った。綱吉の裁断により延宝9年（1681年）6月21日、高田藩は改易となり、光長は伊予松山藩主松平定直へ、綱国は福山藩主水野勝種へ預けられ、藩士らにも大量の処分者を出した。また、親戚であり騒動の処理に関わっていた広瀬藩主松平近栄（3万石→1万5,000石）・姫路藩主松平直矩（15万石→豊後日田7万石）が連座して処分となった他、幕閣にも多数の連座を出した。

### 配流生活
天和元年（1681年）6月26日、改易となった光長は同年7月1日に江戸を発し、8月1日に配流処分先の伊予松山に到着した。松平定直は光長を松山城三ノ丸に蟄居させる。翌年4月、北の丸の蟄居屋敷に移転させる。光長には配流先での配所賄料（捨て扶持）として1万俵が与えられた。この配流に随行した家臣は40人弱とも11人とも言われる。これら家臣の子孫はのちに津山藩が立藩された際に雇用され、「譜代」と呼ばれた。綱国にも別に20～30人の家臣が随行している。しかしこれでは人数が足りず、光長は松山藩を通して家臣の増員願いを出している。以上からわかるように光長の配流は狭い座敷牢に監禁される、といった類のものではなく、数十人の家臣やその家族によって運営されていた。ただしこの配流期間中、光長および家臣は帯刀を禁じられた。
この蟄居処分は、光長が江戸に移送される貞享4年(1687年)末まで続いた。
貞享4年10月24日、江戸在府中の越前松平家一門の当主が集められ、光長赦免の命が伝えられた。この命の奉書は11月1日、定直を通して光長に伝えられ、またこれとは別に一門の出雲藩主松平綱近と山形藩主松平直矩によって使者が立てられ、10月25日に江戸を発った使者は11月16日に松山に到着、幕府から合力米3万俵が与えられることが伝えられた。11月8日には江戸柳原に屋敷が与えられることとなった。
11月25日に光長主従は松山を発して江戸へ向かい、12月15日、江戸柳原の屋敷に到着した。
同月27日には綱国の赦免が伝えられ、綱国は翌年2月24日に江戸柳原屋敷に入った。

### 晩年
合力米3万俵を与えられたことにより、形式上は諸侯に復帰した。柳原の屋敷にては、赦免されたとは言えど、越前家一門と幕府により、屋敷内への人の立ち入り、家臣団の新規雇用、さらに神社仏閣の参拝であろうとも外出に厳しく制限が加えられた。家政についても一門の監視下に置かれた。新規の家臣団雇用に関しては、一門の綱近・直矩・直明の家臣団から採用されたものが多くみられる。
元禄6年（1693年）に、綱国が病弱を理由に廃嫡された。不仲であったとも伝わる。綱国はのちの宝永5年（1708年）に出家し、享保20年（1735年）3月5日に74歳で死去した。綱国の子孫は永見氏に改姓し、のち津山藩家老の家系として存続した。
綱国廃嫡の同年、前水戸藩主徳川光圀の周旋によって、白河藩主松平直矩の子宣富（津山松平家の祖）を養嗣子とした。元禄10年（1697年）11月に本所に下屋敷を拝領している。同年に光長は隠居し、翌元禄11年（1698年）正月14日、宣富に(光長賄料の合力米3万俵とは別に)新しく美作国内に10万石が与えられ、津山藩が立藩した。この際、光長付だった家臣（綱国の旧家臣も含む）の一部が宣富の津山藩士となっている。また同年9月、江戸の大火災（勅額火事）により、柳原と本所の両屋敷を焼失している。幕府からは津山藩に対し鍛冶橋に代わりの屋敷と1万両が与えられたが、財政負担となった。なおこの鍛冶橋の屋敷も宝永2年（1705年）に類焼している。
宝永4年（1707年）江戸にて、93歳の当時としては極めて長寿な生涯を終えた。
この際、（実質隠居料となってしまった）3万俵は、養嗣子である宣富に相続されず幕府に戻されることとなった。光長に仕えていた家臣の一部は他家へ、あるいは名を変えるなどして津山藩に引き取られ、また光長の名乗りである「越後守」は津山藩歴代に継承された。

## 系譜
- 正室：登佐姫 - 毛利秀就長女
  - 長男：綱賢
  - 女子：国姫 - 松平光通正室
  - 女子：稲姫 - 伊達宗利正室
- 継室：浄信院（丹羽氏）[9]
- 養子
  - 男子：綱国 - 永見長頼の長男
  - 男子：宣富 - 松平直矩の三男、津山松平家

## 偏諱を受けた人物
- 永見長頼（異母弟）
- 永見長良（異母弟）
- 松平長矩（養子、松平直矩の子、のちの松平宣富）
- 小栗長治（外甥、小栗正矩と光長の異母妹・閑姫の子）